# Episodi di Climax! (quarta stagione)
La quarta stagione della serie televisiva Climax! è andata in onda negli Stati Uniti dal 3 ottobre 1957 al 26 giugno 1958 sulla CBS.
| nº | Titolo originale                      | Prima TV USA     |
| -- | ------------------------------------- | ---------------- |
| 1  | Jacob and the Angels                  | 3 ottobre 1957   |
| 2  | Mask for the Devil                    | 10 ottobre 1957  |
| 3  | The Largest City in Captivity         | 17 ottobre 1957  |
| 4  | Tunnel of Fear                        | 24 ottobre 1957  |
| 5  | Keep Me in Mind                       | 7 novembre 1957  |
| 6  | Two Tests for Tuesday                 | 14 novembre 1957 |
| 7  | A Matter of Life and Death            | 21 novembre 1957 |
| 8  | Murder Has a Deadline                 | 28 novembre 1957 |
| 9  | The Devil's Brood                     | 5 dicembre 1957  |
| 10 | Hurricane Diane                       | 12 dicembre 1957 |
| 11 | To Walk the Night                     | 19 dicembre 1957 |
| 12 | Shadow of a Memory                    | 26 dicembre 1957 |
| 13 | Scream in Silence                     | 2 gennaio 1958   |
| 14 | Thieves over Tokyo                    | 16 gennaio 1958  |
| 15 | Sound of the Moon                     | 23 gennaio 1958  |
| 16 | Burst of Fire                         | 30 gennaio 1958  |
| 17 | Four Hours in White                   | 6 febbraio 1958  |
| 18 | The Secret Love of Johnny Spain       | 20 febbraio 1958 |
| 19 | Albert Anastasia - His Life and Death | 27 febbraio 1958 |
| 20 | The Thief with the Big Blue Eyes      | 6 marzo 1958     |
| 21 | So Deadly My Love                     | 13 marzo 1958    |
| 22 | The Great World and Timothy Colt      | 27 marzo 1958    |
| 23 | On the Take                           | 3 aprile 1958    |
| 24 | Volcano Seat, the #1                  | 10 aprile 1958   |
| 25 | Shooting for the Moon                 | 24 aprile 1958   |
| 26 | The Deadly Tattoo                     | 1º maggio 1958   |
| 27 | The Big Success                       | 8 maggio 1958    |
| 28 | The Disappearance of Daphne           | 15 maggio 1958   |
| 29 | Time of the Hanging                   | 22 maggio 1958   |
| 30 | The Push-Button Giant                 | 29 maggio 1958   |
| 31 | Spider Web                            | 5 giugno 1958    |
| 32 | Volcano Seat, the #2                  | 12 giugno 1958   |
| 33 | House of Doubt                        | 19 giugno 1958   |
| 34 | Cabin B-13                            | 26 giugno 1958   |

## Jacob and the Angels
- Prima televisiva: 3 ottobre 1957

### Trama
- Interpreti: Eva Gabor (Elissa Carlton), Otto Kruger (giudice Mitchell), June Lockhart (Irene Mitchell), Keye Luke (Chen), Gig Young (Edgar Holt)

## Mask for the Devil
- Prima televisiva: 10 ottobre 1957

### Trama
- Interpreti: Steve Forrest (Tom Gardener), Jan Sterling (Audrey Caldwell), Paul Stewart (Paul Crichton), Nita Talbot (Esther Gardener)

## The Largest City in Captivity
- Prima televisiva: 17 ottobre 1957

### Trama
- Interpreti: Hans Conried, Kurt Kasznar (Lustig), Viveca Lindfors (Lisa Muller), William Lundigan (se stesso  - presentatore), Lilia Skala (Madame Muller), Franchot Tone (Kurt Baumann / Scott Malone), Otto Waldis (Emile Muller)

## Tunnel of Fear
- Prima televisiva: 24 ottobre 1957

### Trama
- Interpreti: Jack Carson (Eugene Skinner), Mary Costa (se stessa  - presentatrice, Leora Dana (Rose Skinner), Buddy Ebsen (Gaffney), Robert Ellenstein (dottor Bernstein), James Flavin (Hogan), Sue George (Ann), Darryl Hickman (Joe Skinner), William Lundigan (se stesso  - presentatore), Don Megowan

## Keep Me in Mind
- Prima televisiva: 7 novembre 1957

### Trama
- Interpreti: Jackie Coogan (Ferguson), Johnny Desmond (Mike Owens), Tom Duggan (Miller), James Dunn (Warren), Howard Ledig (detective), Marisa Pavan (Ginny), Denver Pyle (The Killer), Gil Stratton (Lou Palmer)

## Two Tests for Tuesday
- Prima televisiva: 14 novembre 1957

### Trama
- Interpreti: Julie Adams (Coleen), John Baragrey (dottor Frank Monk), John Drew Barrymore (Herm Farley), Susan Oliver (Pat Farley)

## A Matter of Life and Death
- Prima televisiva: 21 novembre 1957

### Trama
- Interpreti: Ralph Meeker (Alex Hill), Betsy Palmer (Connie Rankin Hill), Bradford Dillman (Greg Fletcher), Tina Louise (Maxene Sumner), Philip Ober (Frank Sumner), Tod Griffin ( tenente della polizia Erskine), Harry Tyler (George Trinen), Ralph Sanford (poliziotto), Clarence Lung (Willie - the Bartender), Johnny Jacobs (News Commentator)

## Murder Has a Deadline
- Prima televisiva: 28 novembre 1957

### Trama
- Interpreti: Eddie Albert (David Adams), Harry Bellaver (ispettore Matthews), Constance Ford (Harriet Adams), Isabel Jewell (Actress)

## The Devil's Brood
- Prima televisiva: 5 dicembre 1957

### Trama
- Interpreti: John Ericson (Cameron Lacey), Angela Lansbury (Judith Beresford), Stephen McNally (Clark Rutman), Torin Thatcher (Fred Beresford), Peter Whitney (Peter Chubo)

## Hurricane Diane
- Prima televisiva: 12 dicembre 1957

### Trama
- Interpreti: William Lundigan (se stesso  - presentatore), Noah Beery Jr. (Rev. Hall), Beulah Bondi (contessa), Vanessa Brown (Marian), Joan Chambers, Byron Foulger (Hotelkeeper), Jeffrey Hunter (Phil Aubry), Brian Keith (Sam Pryce), Louise Larabee, Jan Merlin (Roy Turner)

## To Walk the Night
- Prima televisiva: 19 dicembre 1957

### Trama
- Interpreti: Mary Costa (se stessa / Co-Host), Mary Anderson (Julie Brooks), Michael Anzel, Richard Boone (detective Ed Brooks), Joe Di Reda, Judith Evelyn (Evelyn), Art Gilmore (annunciatore), Helen Kleeb, William Lundigan (se stesso  - presentatore), Rita Lynn, Bruce MacFarlane, Walter Matthau (Charlie Mapes), Mercedes Shirley, George Tobias (sergente Levy)

## Shadow of a Memory
- Prima televisiva: 26 dicembre 1957

### Trama
- Interpreti: Marguerite Chapman (Kitty), Alex Nicol (Michael Patterson), Ann Todd (Jane Palmer), Harry Townes (Harry Collier)

## Scream in Silence
- Prima televisiva: 2 gennaio 1958

### Trama
- Interpreti: Anne Francis (Mary Bellason), Skip Homeier (dottor Landry), Betty Field (Calle Bellason), Sidney Blackmer (Frank Bellason), William Talman (Gene), Morris Ankrum (dottor Conrad), Alan Dexter (tenente Hanscom), Mary Alan Hokanson (infermiera), Cheerio Meredith (Mrs. Mehaffey), Mary Costa (se stessa), William Lundigan (se stesso  - presentatore)

## Thieves over Tokyo
- Prima televisiva: 16 gennaio 1958

### Trama
- Interpreti: Michi Kobi (Aiko Nezumi), Dewey Martin (Steve Hammond), Karen Sharpe (Jan Cooper), Everett Sloane (Joseph Nezumi)

## Sound of the Moon
- Prima televisiva: 23 gennaio 1958

### Trama
- Interpreti: Hoagy Carmichael (Jazzman), Royal Dano (dottore), Ray Danton (co-pilota), Vera Miles (Jan Michaels)

## Burst of Fire
- Prima televisiva: 30 gennaio 1958

### Trama
- Interpreti: Sally Forrest (Nina), Richard Garland (Jamie Maclyn), Joe Mantell (padre Maclyn), Dennis Weaver (Steve Maclyn)

## Four Hours in White
- Prima televisiva: 6 febbraio 1958

### Trama
- Interpreti: Dan Duryea (dottor Dennis Sullivan), Eduard Franz (dottor Skinner), Don Keefer, Rusty Lane, Steve McQueen (Henry Reeves / Anthony Reeves), Ann Rutherford (Ann), Gloria Talbott (Susan Anders)

## The Secret Love of Johnny Spain
- Prima televisiva: 20 febbraio 1958

### Trama
- Interpreti: James Best (Shag), Johnny Desmond (Singer), Terry Moore (Julie), Conrad Nagel (Mr. Diamond), Gene Raymond (Grady Lederer), Audrey Totter (Anna Lederer)

## Albert Anastasia - His Life and Death
- Prima televisiva: 27 febbraio 1958

### Trama
- Interpreti: Eli Wallach (Albert Anastasia), Don Ameche (Sam Waterman), Doe Avedon (Alice Peters), Ted de Corsia (Big Joe)

## The Thief with the Big Blue Eyes
- Prima televisiva: 6 marzo 1958

### Trama
- Interpreti: Lew Ayres (Bob Kilgore), Betty Furness (Ann Kilgore), William Lundigan (se stesso  - presentatore), Michel Ray (Urchin), Steve Stevens

## So Deadly My Love
- Prima televisiva: 13 marzo 1958

### Trama
- Interpreti: Kim Hunter (Lynn Griffith), Scott McKay (Tim Hampden), Ralph Meeker ('Griff' Griffith), Shepperd Strudwick (padre)

## The Great World and Timothy Colt
- Prima televisiva: 27 marzo 1958

### Trama
- Interpreti: Edward Andrews (George Emlen), Margaret Hayes (Eileen Shelton), Cloris Leachman (Anne Colt), Robert F. Simon, Milburn Stone (Mr. Dale), Don Taylor (Timothy Colt)

## On the Take
- Prima televisiva: 3 aprile 1958

### Trama
- Interpreti: Katharine Bard (Rose), Steve Brodie (Bert Hendricks), Paul Douglas (tenente Todd Thoman), Nehemiah Persoff (tenente Cal Nourse), Marian Seldes (Betty)

## Volcano Seat, the #1
- Prima televisiva: 10 aprile 1958

### Trama
- Interpreti: Michael Rennie (tenente Barton), Robert Carson, Patricia Cutts (Sharon Barton), James Edwards (James Sullivan), Albert Salmi (tenente Irwin Nichols), Michael Wilding (tenente MacKenzie Barton)

## Shooting for the Moon
- Prima televisiva: 24 aprile 1958

### Trama
- Interpreti: Robert Armstrong (Barney Farrell), John Forsythe (Frank Colby), Bethel Leslie (Jessica Colby), Alexander Scourby (Eric Betzdorff), Dick York (Gordon Bates)

## The Deadly Tattoo
- Prima televisiva: 1º maggio 1958

### Trama
- Interpreti: Olive Deering, Anne Francis (Teddy Baxter), Peter Graves (Steve Baxter), William Lundigan (se stesso  - presentatore), Henry Silva (Slayer), Anna May Wong (Mayli)

## The Big Success
- Prima televisiva: 8 maggio 1958

### Trama
- Interpreti: Ed Begley (Harry Rathvon), Scott Brady (Matt Beldon), Marilyn Erskine (Eve Rathvon), Richard Garland (Gil Rathvon), Jonathan Harris (Fritz Weiser), William Lundigan (se stesso  - presentatore)

## The Disappearance of Daphne
- Prima televisiva: 15 maggio 1958

### Trama
- Interpreti: Eduardo Ciannelli (Papa Raoul), Ray Danton (Eric Bartholomew), Mona Freeman (Cynthia Crane), William Lundigan (se stesso  - presentatore), Irene Papas (Maxanne York), Elaine Stritch (Kristie Crane)

## Time of the Hanging
- Prima televisiva: 22 maggio 1958

### Trama
- Interpreti: Marsha Hunt (Julie Brennan), John Litel (giudice), William Lundigan (se stesso  - presentatore), Lee Marvin (Mannon Tate), William Shatner (Ben tate), Harry Townes (sceriffo Will Brennan)

## The Push-Button Giant
- Prima televisiva: 29 maggio 1958

### Trama
- Interpreti: Martha Hyer (Vi Johnson), William Lundigan (se stesso  - presentatore), Barry Nelson (Dick Milton), Barbara Nichols (Dale Benson), Everett Sloane (zio Max Brewster), Bob Sweeney (Johnny Gregg)

## Spider Web
- Prima televisiva: 5 giugno 1958

### Trama
- Interpreti: Herbert Anderson (Devlin), Fernando Lamas (Jose Aragon), William Lundigan (se stesso  - presentatore), Dina Merrill (Iris Farrar), Rita Moreno (Francesca), Shaike Ophir (Spider)

## Volcano Seat, the #2
- Prima televisiva: 12 giugno 1958

### Trama
- Interpreti: Gene Blakely, Russ Conway, Patricia Cutts (Sharon Barton), William Lundigan (se stesso  - presentatore), Albert Salmi (tenente Irwin Nichols), Gregory Walcott, Michael Wilding (MacKenzie Barton)

## House of Doubt
- Prima televisiva: 19 giugno 1958

### Trama
- Interpreti: William Lundigan (se stesso  - presentatore), Stephen McNally (Steve Corbett), Patricia Medina (Liz Burdock), Vera Miles (Janet Reese), Elizabeth Patterson (Mrs. Garr), Gene Reynolds (Hank)

## Cabin B-13
- Prima televisiva: 26 giugno 1958

### Trama
- Interpreti: Sebastian Cabot (capitano Wilkins), Hurd Hatfield (Morini), Kim Hunter (Ann Brewster), William Lundigan (se stesso  - presentatore), Alex Nicol (Robert Brewster), Barry Sullivan (dottor Edwards)